# Озирнись в шляху
«Озирнись в шляху» (ест. «Jäljed») — радянський чорно-білий художній фільм-драма 1963 року, знята режисером Кальйо Кійськом на кіностудії «Талліннфільм».

## Сюжет
Закінчилась Німецько-радянська війна. Хейно Рааген та його три друзі, теж солдати, повернулися до рідного села. Перед ними постало завдання відновити колгосп, створений перед війною. Фільм розповідає про те, як упродовж ряду років Хейно та його друзі будують нове життя, стикаються з різними людьми, не раз зазнають поразки, розчарування, але зрештою все ж таки знаходять правильний шлях до нового, щасливого життя.

## У ролях
- Маті Клоорен — Хейно Рааген (дублював Юрій Соловйов)
- Хуго Лаур — вчитель Юліус Рааген (дублював Федір Нікітін)
- Каарел Карм — Яаак Тамбу (дублював Євген Григор'єв)
- Пауль Руубель — Таркоп (дублював Микола Харитонов)
- Рудольф Нууде — Ронк (дублював Гнат Лейрер)
- Алекс Сатс — Кійбус (дублював Олександр Дем'яненко)
- Ада Лундвер — Вальве (дублювала Людмила Чупіро)
- Сір'є Арбі — Марет (дублювала Валентина Пугачова)
- Рейн Арен — Роберт (дублював Олександр Суснін)
- Юрі Ярвет — Ельмар (дублював Георгій Сатіні)
- Хеленд Пееп — Йоонас (дублював Микола Гаврилов)
- Ейнарі Коппель — Кустас (дублював Микола Кузьмін)
- Арві Халлік — епізод
- Оскар Лійганд — Оскар
- Ельза Ратассепп — Марі
- Тину Оя — хлопчик
- Валдеко Ратассепп — начальник міліції
- Александер Нійтоя — епізод
- Прійт Манавальд — епізод
- Харальд Ранну — епізод
- Арво Хейна — епізод

## Знімальна група
- Режисер — Кальйо Кійськ
- Сценарист — Антс Саар
- Оператор — Михайло Дороватовський
- Композитор — Лембіт Веево
- Художник — Пеетер Лінцбах